# Infernal Affairs
Infernal Affairs (chino:無間道, Jyutping: Mou gaan dou, Pinyin: Wú Jiān Dào) es un thriller policiaco hongkonés de 2002 codirigido por Andrew Lau y Alan Mak. 

## Argumento
Chan Wing Yan es un agente de policía que lleva 10 años infiltrado en una peligrosa triada hongkonesa para obtener información que conduzca a la detención de Sam, un importante capo de la mafia. En su labor sólo cuenta con la ayuda del superintendente Wong, el único que conoce su verdadera identidad como agente encubierto. 
Simultáneamente Lau Kin Ming es una rata en el departamento de policía que trabaja para Sam y le proporciona información sobre las operaciones de la policía que podrían perjudicarle. Su carrera dentro del estamento militar ha sido ejemplar y destaca entre sus compañeros de departamento.
Tras una operación especial contra el tráfico de drogas en el que estaban involucrados Sam y un grupo de traficantes tailandés, el mafioso sospecha de la existencia de un topo en su organización y encarga a Yan localizarlo. El mismo cometido recibe Ming de sus superiores. Comienza entonces una carrera para desenmascararse y en la que sólo quedará uno.

## Reparto
- Andy Lau como el inspector Lau Kin Ming.
- Tony Leung como Chan Wing Yan.
- Anthony Wong como el superintendente Wong Chi Shing.
- Eric Tsang como Hon Sam.
- Chapman To como Tsui Wai Keung.
- Sammi Cheng como Mary.
- Kelly Chen como Dr. Lee Sum-yee
- Edison Chen como el joven Lau Kin Ming.
- Shawn Yue como el joven Chan Wing Yan.
- Elva Hsiao como May.

## Premios y nominaciones

### Premios
| Premios de Cine de Hong Kong, 2003 - Mejor película - Mejor director - Andrew Lau y Alan Mak - Mejor guion - Alan Mak y Felix Chong - Mejor actor - Tony Leung - Mejor actor de reparto - Anthony Wong - Mejor edición - Danny Pang y Pang Ching Hei - Mejor canción original - "Mou Gaan Dou", cantada por Tony Leung y Andy Lau Premios Golden Horse, 2003 - Mejor director - Andrew Lau y Alan Mak - Mejor actor - Tony Leung - Mejor actor de reparto - Anthony Wong - Mejores efectos de sonido - Kinson Tsang King-Cheung - Premio del público Festival de Cine Asia-Pacífico, 2003 - Mejor sonido - Kinson Tsang | Premios Golden Bauhinia, 2003 - Mejor película - Mejor director - Andrew Lau y Alan Mak - Mejor actor - Tony Leung - Mejor actor de reparto - Anthony Wong - Mejor guion - Alan Mak y Felix Chong Premios de la Crítica de Hong Kong, 2003 - Filme recomendado - Mejor actor - Anthony Wong Premios Blue Ribbon, 2004 - Mejor película en lengua extranjera - Andrew Lau y Alan Mak Festival de Cine del Lejano Oriente, 2003 - Premio del público - Andrew Lau y Alan Mak |

### Nominaciones
| Premios de Cine de Hong Kong, 2003 - Mejor actor - Andy Lau - Mejor actor de reparto - Eric Tsang - Mejor actor de reparto - Chapman To - Mejor fotografía - Andrew Lau y Lai Yiu-Fai - Mejor diseño de vestuario - Lee Pik-Kwan - Mejor coreografía de acción - Dion Lam Dik-On - Mejor música original - Chan Kwong Wing - Mejores efectos de sonido - Kinson Tsang King-Cheung - Mejores efectos visuales | Premios Golden Horse, 2003 - Mejor actor - Andy Lau - Mejor guion original - Alan Mak y Felix Chong - Mejor edición - Danny Pang y Pang Ching-Hei - Mejor fotografía - Andrew Lau y Lai Yiu-Fai - Mejor dirección artística - Choo Sung Pong y Wong Ching-Ching - Mejor coreografía de acción - Dion Lam Dik-On Premios Chlotrudis, 2005 - Mejor actor - Tony Leung Chiu Wai - Mejor actor de reparto - Anthony Won Chau-Sang |

## Secuelas y adaptaciones
Tras el éxito de la película de 2002 se realizó un precuela con el título de Infernal Affairs II, dirigida nuevamente por el dúo de directores del filme original y estrenada el 1 de octubre de 2003.
El 12 de diciembre de 2003 se estrenó Infernal Affairs III, protosecuela/secuela de la película de 2002. La dirección del capítulo final de la trilogía corrió de nuevo a cargo de Andrew Lau y Alan Mak.
En 2003, Warner Bros. y los productores Brad Brey y Brad Pitt adquirieron los derechos para la realización de un versión en Hollywood que, con el título de The Departed y la dirección de Martin Scorsese, se estrenó el 6 de octubre de 2006, The Departed fue galardonada con numerosos premios de la Academia entre los cuales estaban el premio a la Mejor Película y el premio a Mejor Director.